# Jinnapur, Manvi
Jinnapur là một làng thuộc tehsil Manvi, huyện Raichur, bang Karnataka, Ấn Độ.